# Milyeringa
Milyeringa é um género de peixe da família Eleotridae.
Este género contém as seguintes espécies:
- Milyeringa veritas